# Мейсон, Памела
Паме́ла Ме́йсон (англ. Pamela Mason; 10 марта 1916[…], Вестгейт он Си, Кент — 29 июня 1996[…], Беверли-Хиллз, Калифорния) — английская (и американская) актриса театра, кино и телевидения, также имела некоторую известность как сценаристка, писательница и ведущая ток-шоу. Первая жена известного актёра Джеймса Мейсона. В 1939—1956 годах в титрах нередко указывалась как Памела Келлино (англ. Pamela Kellino).

## Биография
Памела Хелен Острер (настоящее имя актрисы) родилась 10 марта 1916 года в городке Рочфорд (графство Эссекс, Англия), по другим данным — в городе Саутенд-он-Си. Отец — Исидор Острер (1889—1975), весьма состоятельный банкир, финансист, поэт, владелец газеты и киностудии, с 1920-х годов — президент киностудии Gaumont-British. Мать звали Хелен. Образования девочка практически не получила, так как бросила школу в девять лет, заявив позднее, что «образование только запутывает ум».
Впервые на экране девушка появилась в 1934 году, когда ей было 18 лет, в дорогом фильме «Еврей Зюсс» (производитель — киностудия Gaumont-British, принадлежавшая её отцу). Второй и третий её фильмы вышли в 1939 году, а более-менее регулярно сниматься она начала с 1945 года. Кинокарьера Мейсон продолжалась (с заметными перерывами) до 1985 года. В 1939, 1947, 1952 и 1954 годах она выступила сценаристкой четырёх кинофильмов, а в 1958 году — сценаристкой одного эпизода телесериала «Театр „У камина“».
В 1946 году Мейсон с мужем (и их двенадцатью кошками) переехали из Лондона в Голливуд. Они поселились в особняке, которым раньше владел кинозвезда Бастер Китон, где Памела стала известной устроительницей вечеринок. В 1962 году Памела подала на развод, заявив, что муж изменил ей. Как позднее рассказывал сын Памелы, Морган, и другие источники говорили об этом, у самой актрисы было множество романов на стороне, но благодаря мастерству адвоката Марвина Митчелсона она выиграла денежное возмещение в размере не менее 1 миллиона долларов (8,862 миллиона долларов в ценах 2022 года), когда брак был окончательно расторгнут в 1964 году; таблоиды дали этому событию заголовок «Первый американский развод на миллион долларов». После развода Мейсон продолжила жить в этом особняке в Беверли-Хиллз до самой своей смерти, деля его «со множеством кошек свободного выгула».
Памела Мейсон скончалась 29 июня 1996 года в Беверли-Хиллз (штат Калифорния) от сердечной недостаточности в возрасте 80 лет. Похоронена на Вествудском кладбище.

### Писательница
Мейсон имела некоторую известность как писательница. В частности, её книга Del Palma (1948) была охарактеризована Kirkus Reviews как «трэш» (мусор); однако эта повесть стала основой кинофильма «Одержимая» (1952), в котором Мейсон сыграла заметную роль, а также стала его сценаристкой.

Другие книги Памелы Мейсон: The Cats in Our Lives (1949), Ignoramus, Ignoramus (1950), Marriage Is the First Step Toward Divorce (1968), The Female Pleasure Hunt (1972).

### Личная жизнь
Памела была замужем дважды:
- Рой Келлино[англ.] (1912—1956), режиссёр и оператор. Брак заключён 8 сентября 1934 года, в 1940 году последовал развод. Детей у пары не было. На момент свадьбы невесте было 18 лет, жениху 22 года.
- Джеймс Мейсон (1909—1984), известный актёр, сценарист и продюсер. Брак заключён 22 февраля 1941 года, 31 августа 1964 года последовал громкий[3][7] развод. От брака остались сын и дочь[9].

Известные родственники
- Дочь — Портленд Мейсон[англ.] (1948—2004), стала ребёнком-актрисой.
- Сын — Морган Мейсон[англ.] (род. 1955), стал актёром, продюсером, а также на протяжении двух месяцев в 1981 году был Руководителем протокола в администрации Рональда Рейгана.
- Невестка (жена сына) — Белинда Карлайл (род. 1958), певица.
- Дядя (брат отца) — Морис Острер[англ.] (1896—1975), продакшен-менеджер кинематографа и продюсер.
- Свёкор (отец первого мужа) — У. П. Келлино[англ.] (ок. 1874 — 1957), музыкант, акробат, кинорежиссёр, сценарист и киноактёр.

## Избранная фильмография

### Актриса: широкий экран
В титрах указана
- 1934 — Еврей Зюсс / Jew Süss — Наоми
- 1945 — Они были сёстрами[англ.] / They Were Sisters — Маргарет
- 1947 — Опрокинутый сосуд / The Upturned Glass — Кейт Ховард
- 1951 — Пандора и Летучий голландец[англ.] / Pandora and the Flying Dutchman — Дженни
- 1952 — Одержимая[англ.] / Lady Possessed — Сибил
- 1960 — Тайна колледжа[англ.] / College Confidential — Эдна Блейк
- 1960 — Секс-кошечки идут в школу[англ.] / Sex Kittens Go to College — доктор Миртл Картер
- 1961 — Пять минут жизни[англ.] / Five Minutes to Live — Эллен Харкорт
- 1966 — Флот против ночных чудовищ / The Navy vs. the Night Monsters — Мэри, учёная

В титрах не указана
- 1949 — Пленница / Caught — миссис Фуллер
- 1965 — Кулик / The Sandpiper — Элли
- 1968 — Дикарь на улицах[англ.] / Wild in the Streets — в роли самой себя

### Актриса: телевидение
- 1953 — Омнибус[англ.] / Omnibus — Жозефина Богарне (в эпизоде Mr. Lincoln: Part 5 — Napoleon's Love Letters)
- 1954 — Театр звёзд Шлица[англ.] / Schlitz Playhouse of Stars — Жозефина Богарне (в эпизоде Her Kind of Honor)
- 1957 — Театр General Electric[англ.] / General Electric Theater — Айрис Себастиан (в эпизоде The Questioning Note)
- 1957—1958 — Театр 90[англ.] / Playhouse 90 — разные роли (в 3 эпизодах)
- 1970 — Любовь по-американски[англ.] / Love, American Style — разные роли (в 2 эпизодах)
- 1973 — Новое шоу Дика Ван Дайка[англ.] / The New Dick Van Dyke Show — колумнистка (в эпизоде She Kisses Like a Dead Mackerel)
- 1977 — Чудо-женщина / Wonder Woman — Карла Бёрджесс (в эпизоде Mind Stealers from Outer Space: Part 2[англ.])

### Актриса: в роли самой себя
- 1951 — Шоу Эда Салливана / Toast of the Town — в выпуске #5.11
- 1952 — Ревю «Четыре звезды»[англ.] / Four Star Revue — в выпуске #2.32
- 1956 — Шоу Стива Аллена[англ.] / The Steve Allen Show — в выпуске от 29 июля
- 1958—1962 — Сегодня вечером с Джеком Паром[англ.] / Tonight Starring Jack Paar — в 4 выпусках
- 1959 — Программа Джека Бенни / The Jack Benny Program — в выпуске Panel Discussion Show
- 1959 — От человека к человеку[англ.] / Person to Person — в 2 выпусках
- 1960 — Ты ставишь на кон свою жизнь[англ.] / You Bet Your Life — в выпуске #10.22[10]
- 1960 — Шоу Дэвида Сасскинда / The David Susskind Show — в выпуске Some People with Strong Convictions
- 1962 — Вечернее шоу / The Tonight Show — в выпуске #1.28
- 1963—1976 — Вечернее шоу Джонни Карсона / The Tonight Show Starring Johnny Carson — в 16 выпусках
- 1979 — Шоу Майка Дугласа[англ.] / The Mike Douglas Show — в 2 выпусках
- 1966, 1968 — Какая моя линия?[англ.] / What's My Line? — в 3 выпусках
- 1966 — Голливудские квадраты[англ.] / Hollywood Squares — в 3 выпусках
- 1968 — Мэйберри[англ.] / Mayberry R.F.D. — в эпизоде The Panel Show
- 1968 — Шоу Дика Каветта[англ.] / The Dick Cavett Show — в выпуске #1.11
- 1968—1974 — Шоу Мерва Гриффина[англ.] / The Merv Griffin Show — в 44 выпусках
- 1972 — Всё, что вы всегда хотели знать о сексе, но боялись спросить / Everything You Always Wanted to Know About Sex* (*But Were Afraid to Ask) — в новелле What Are Sex Perverts?

### Сценаристка
- 1947 — Опрокинутый сосуд / The Upturned Glass
- 1952 — Одержимая[англ.] / Lady Possessed
- 1958 — Театр «У камина»[англ.] / Fireside Theatre — эпизод The Elevator[англ.]